# Krivnja (Varna)
Krivnja (Bulgaars: Кривня) is een dorp in Bulgarije. Het dorp is gelegen in de gemeente Provadia in de oblast  Varna. Het dorp ligt 41 km ten westen van Varna en 335 km ten noordoosten van de hoofdstad Sofia.

## Bevolking
Op 31 december 2020 telde het dorp Krivnja 328 inwoners. Het aantal inwoners vertoont al vele jaren een dalende trend: in 1946 had het dorp nog 1.314 inwoners.
| Bevolkingsontwikkeling tussen 1934 en 2020          |
| --------------------------------------------------- |
|                                                     |
| Bron: Nationaal Statistisch Instituut van Bulgarije |

In het dorp wonen vooral etnische Bulgaren, maar ook een substantiële minderheid van de Roma. In de optionele volkstelling van 2011 identificeerden 239 van de 390 ondervraagden zichzelf als etnische Bulgaren, oftewel 61,3%. De overige inwoners identificeerden zichzelf vooral als etnische Roma (132 ondervraagden, oftewel 33,8%).
| Etnische samenstelling van de respondenten (2011) | Etnische samenstelling van de respondenten (2011) | Etnische samenstelling van de respondenten (2011) | Etnische samenstelling van de respondenten (2011) | Etnische samenstelling van de respondenten (2011) |
| ------------------------------------------------- | ------------------------------------------------- | ------------------------------------------------- | ------------------------------------------------- | ------------------------------------------------- |
|                                                   |                                                   |                                                   |                                                   |                                                   |
| Bulgaren                                          | Bulgaren                                          |                                                   | 61,3%                                             | 61,3%                                             |
| Turken                                            | Turken                                            |                                                   | 2,3%                                              | 2,3%                                              |
| Roma                                              | Roma                                              |                                                   | 33,8%                                             | 33,8%                                             |
| Anders/Onbekend                                   | Anders/Onbekend                                   |                                                   | 2,6%                                              | 2,6%                                              |